# 多节早熟禾
多节早熟禾（学名：Poa plurinodis）为禾本科早熟禾属下的一个种。